# Bolama
Bolama è una città della Guinea-Bissau della regione omonima.
Il suo territorio corrisponde alle isole di Bolama e Galinhas, nelle Isole Bijagos.

## Storia
Bolama è stata capitale della Guinea portoghese dal 1879 al 1941, anno in cui gli uffici governativi vennero trasferiti a Bissau. 

### Gli incidenti aerei
Nella notte tra il 5 ed il 6 gennaio 1931, nel corso della crociera aerea transatlantica Italia-Brasile guidata da Italo Balbo, si verificarono due incidenti che coinvolsero gli idrovolanti I-BOER e I-RECA. Nel primo apparecchio trovarono la morte il capitano Luigi Boer di Napoli, il tenente Danilo Barbi Cinti di Venezia, il SM Ercole Imbastari di Genzano di Roma e il sergente Felice Nensi di Verona. Nell'altro incidente perì il sergente Luigi Fois di Iglesias.

## Monumenti e luoghi d'interesse
- Monumento in memoria dei morti degli incidenti aerei

## Amministrazione

### Gemellaggi
- Faro